# 切雷沙
切雷沙是位于保加利亚东南部布爾加斯州鲁恩市的一个村庄，居民为土耳其人。